# Pascal Richard
Pascal Richard (Vevey, 16 maart 1964) is een voormalig Zwitsers wielrenner.

## Carrière
De Franstalige Zwitser Richard begon zijn profcarrière in 1986 als veldrijder, een discipline waarin hij in 1988 wereldkampioen werd.
Richards doorbraak als wegrenner kwam een jaar later, toen hij, in de Zwitserse kampioenstrui, een etappe in de Ronde van Frankrijk won. Richard bleek vooral een specialist in eendaagse wedstrijden, vooral als er geklommen moest worden. Zo won hij in de volgende jaren de Tre Valle Varesine (1990), de Trofeo Laigueglia (1991) en de Grote Prijs van het kanton Genève (1992).
Zijn grootste successen kwamen in de jaren daarna: in 1993 won hij de Ronde van Romandië, inclusief twee etappes, de Ronde van Lazio en de Ronde van Lombardije. Het jaar erop won Richard naast de Ronde van Romandië ook de Ronde van Zwitserland, met respectievelijk twee en één ritzeges, alsmede etappes in Parijs-Nice en de Ronde van Italië.
Het jaar erop won hij onder meer twee Giro-etappes en de Ronde van Lazio, waarna zijn grootste succesjaar 1996 aanbrak. Nadat hij al ritzeges in de Tour en Giro geboekt had en de sterkste was gebleken in Luik-Bastenaken-Luik, was hij in Atlanta de eerste professional die olympisch kampioen op de weg werd. De gouden medaille bleek Richards laatste grote zege en na enkele kleinere overwinningen de jaren erop zette hij in 2000 een punt achter zijn sportieve loopbaan.

## Belangrijkste overwinningen
1985
- Eindklassement GP Wilhelm Tell

1986
- Zwitsers kampioen veldrijden, Elite
- 5e etappe deel B Ronde van Asturië

1987
- 1e etappe GP Wilhelm Tell

1988
- Wereldkampioen veldrijden, Elite

1989
- Zwitsers kampioen op de weg, Elite
- Zwitsers kampioen veldrijden, Elite
- 16e etappe Ronde van Frankrijk

1990
- Ronde van de Drie Valleien

1991
- 2e etappe Tirreno-Adriatico
- Trofeo Laigueglia
- Proloog en 5e Ronde van Romandië

1993
- 8e etappe Ronde van Zwitserland
- Ronde van Lazio
- Ronde van Romagna
- Zwitsers kampioen op de weg, Elite
- 4e etappe Internationale Wielerweek
- 1e etappe Internationaal Wegcriterium
- 3e etappe Ronde van Romandië
- Eindklassement Ronde van Romandië
- Ronde van Lombardije

1994
- 4e etappe Ronde van Zwitserland
- Eindklassement Ronde van Zwitserland
- 5e etappe Parijs-Nice
- GP Kanton Aargau
- 3e en 4e (deel B) etappe Ronde van Romandië
- Eindklassement Ronde van Romandië
- 21e etappe Ronde van Italië
- Bergklassement Ronde van Italië

1995
- Ronde van Lazio
- Ronde van Reggio Calabria
- Trofeo Melinda
- 7e etappe Parijs-Nice
- GP Kanton Aargau
- 13e en 19e etappe Ronde van Italië
- 4e etappe Hofbrau Cup (ploegentijdrit)

1996
- Luik-Bastenaken-Luik
- 14e etappe Ronde van Italië
- 12e etappe Ronde van Frankrijk
- Olympisch kampioen op de weg

1998
- 4e etappe Ronde van Trentino

1999
- 2e etappe Ronde van Zwitserland
- Criterium d'Abruzzo

## Resultaten in voornaamste wedstrijden
| Jaar | Ronde van Italië | Ronde van Frankrijk | Ronde van Spanje |
| ---- | ---------------- | ------------------- | ---------------- |
| 1986 |                  |                     |                  |
| 1988 |                  | opgave              |                  |
| 1989 |                  | 23e (1)             |                  |
| 1990 |                  | opgave              |                  |
| 1991 |                  | 49e                 |                  |
| 1992 | 56e              | opgave              | opgave           |
| 1993 |                  |                     |                  |
| 1994 | 15e (1)          |                     |                  |
| 1995 | 13e (2)          |                     |                  |
| 1996 | opgave (1)       | 47e (1)             |                  |
| 1997 |                  |                     | 34e              |
| 1998 | opgave           |                     |                  |
| 1999 | 55e              |                     |                  |
| 2000 | opgave           |                     |                  |

| Jaar | Milaan-San Remo | Gent-Wevelgem | Ronde van Vlaanderen | Luik-Bast.‑Luik | Ronde van Lombardije | Parijs-Brussel | Waalse Pijl | Clásica San Sebastián |  | WK op de weg |  | Wereldranglijsten |
| ---- | --------------- | ------------- | -------------------- | --------------- | -------------------- | -------------- | ----------- | --------------------- |  | ------------ |  | ----------------- |
| 1986 |                 |               |                      |                 |                      |                | 43e         |                       |  | 32e          |  |                   |
| 1988 |                 |               |                      |                 |                      |                |             |                       |  |              |  |                   |
| 1989 |                 |               |                      |                 |                      |                |             |                       |  |              |  | 43e (UWB)         |
| 1990 | 52e             |               |                      |                 | ↑                    | 36e            |             | 9e                    |  | 50e          |  |                   |
| 1991 |                 | 83e           |                      | 72e             |                      |                |             | 23e                   |  | 44e          |  |                   |
| 1992 |                 |               | 92e                  |                 |                      |                |             |                       |  |              |  |                   |
| 1993 | 18e             |               |                      |                 | ↑                    |                |             |                       |  | 24e          |  |                   |
| 1994 | 95e             |               |                      |                 | ↑                    |                |             |                       |  |              |  |                   |
| 1995 | 51e             |               |                      |                 | 8e                   |                |             | 95e                   |  | 5e           |  |                   |
| 1996 |                 |               |                      | Goud            |                      | 107e           | 14e         |                       |  |              |  |                   |
| 1997 |                 |               |                      |                 | 55e                  |                |             |                       |  |              |  |                   |
| 1998 | 93e             |               |                      |                 | 5e                   |                | 69e         |                       |  | 43e          |  |                   |
| 1999 | 67e             |               |                      |                 | 11e                  | 10e            |             |                       |  | 20e          |  |                   |
| 2000 |                 |               |                      |                 |                      |                |             |                       |  |              |  |                   |

1896: Aristidis Konstantinidis · 
1912: Rudolph Lewis · 
1920: Harry Stenqvist · 
1924: Armand Blanchonnet · 
1928: Henry Hansen · 
1932: Attilio Pavesi · 
1936: Robert Charpentier · 
1948: José Beyaert · 
1952: André Noyelle · 
1956: Ercole Baldini · 
1960: Viktor Kapitonov · 
1964: Mario Zanin · 
1968: Pierfranco Vianelli · 
1972: Hennie Kuiper · 
1976: Bernt Johansson · 
1980: Sergej Soechoroetsjenkov · 
1984: Alexi Grewal · 
1988: Olaf Ludwig · 
1992: Fabio Casartelli · 
1996: Pascal Richard · 
2000: Jan Ullrich · 
2004: Paolo Bettini · 
2008: Samuel Sánchez · 
2012: Aleksandr Vinokoerov · 
2016: Greg Van Avermaet ·
2020: Richard Carapaz ·
2024: Remco Evenepoel
Wielerploegen van Pascal Richard
Andersen ·
Barteau ·
Bauer ·
Bérard ·
Bernard ·
Chevallier ·
Dubois ·
Gaigne ·
D. Garde ·
J-C. Garde ·
Garnier ·
Hafliger ·
Imboden ·
Jourdan ·
Kappes ·
Knickman ·
Kuum ·
Lammerts ·
Leblanc ·
Leclercq ·
Leleu ·
LeMond ·
Richard ·
Rüttimann ·
Winterberg
Akkermans ·
Alonso ·
da Silva ·
Durán (tot 30/04) ·
Gajnetdinov ·
Gianetti ·
González · 
Hermans ·
Hernández ·
Kelly ·
Manoejlov ·
Marques ·
J. T. Martínez ·
M. Martínez · 
Olano ·
Pagnin ·
Pérez ·
Piñero ·
Richard ·
Suykerbuyk · 
Torres · 
Tsjabalkin ·
Valbuena ·
Vassilitsjenko ·
Wegmüller ·
Yurrebaso (tot 30/04) ·
Zoebov
Casartelli ·
Cassani ·
Cenghialta ·  
Conti ·
Elli · 
Ferrigato ·
Furlan ·
Järmann ·
Lelli ·
Paletti ·
Richard ·
Riis ·
Saligari ·  
Santaromita
Baldato · Bettin · Bomans · Cassani · Elli · Järmann · Loda · Museeuw · Peeters · D. Rebellin · S. Rebellin · Richard · Saligari · Sciandri · Scinto · Sørensen · Vanzella · Vona · Willems
Baldato · Bugno · Cassani · Elli · Golay ·  Järmann · Lietti · Loda · D. Rebellin · S. Rebellin · Richard · Saligari · Sciandri · Scinto · Sørensen · Vanzella · Vona
Baldato · Bartoli · Bugno · Casagranda · Cigana · Colombini · Coppolillo · Elli · Ferdeghini · Finco · Fontanelli · Golay · Järmann · Lecchi · Lietti · Loda · Molinari · Pistore · Richard  · Saleri · Saligari · Scinto
Agnolutto ·
Aus ·
Barthe ·
Bessy ·
Bordenave ·
Bozzi ·
Cali ·
Chanteur ·
Durand ·
Elli ·
Gougot ·
Järmann ·
Kasputis ·
Kirsipuu ·
Lefèvre ·
Massi ·
Pontier ·
Richard  ·
Saligari ·
Streel ·
Vinokoerov ·
Oriol (stagiair) ·
Ramel (stagiair) 
Agnolutto ·
Aus ·
Barthe ·
Bessy ·
Bouvard ·
Cali ·
Chanteur ·
Durand ·
Elli ·
Gougot ·
Hamburger ·
Järmann ·
Kasputis ·
Kirsipuu ·
Lefèvre ·
Massi ·
Oriol ·
Richard  ·
Saligari ·
Salmon ·
Streel ·
Vinokoerov ·
Flickinger (stagiair) ·
Mizoerov (stagiair) ·
Pencolé (stagiair) 
Bertolini ·
Calzolari ·
Dalla Valle ·
De Nobile ·
Faustini ·
Fioroni ·
Giroletti ·
Gualdi ·
Lelekin ·
Manzoni ·
Paluan ·
Quaranta ·
Ragnetti ·
Recinella ·
Richard  ·
Scalmana ·
Scotti ·
Spezialetti ·
Strazzer ·
Tebaldi ·
Trombetta ·
Valoti ·
Righi (stagiair) ·
Štangelj (stagiair)
- Bibliothèque nationale de France: cb13745919q (data)
- Gemeinsame Normdatei: 123644755
- International Standard Name Identifier: 0000 0003 9906 6052
- Library of Congress Control Number: no2014080472
- Système universitaire de documentation: 075121999
- Virtual International Authority File: 229042247
- WorldCat: E39PBJmxQyJCyvJH9PkQVkrjG3